# Androlyperus nigrescens
Androlyperus nigrescens är en skalbaggsart som först beskrevs av Schaeffer 1906.  Androlyperus nigrescens ingår i släktet Androlyperus och familjen bladbaggar. Inga underarter finns listade i Catalogue of Life.